# Stenus glabellus
Stenus glabellus – gatunek chrząszcza z rodziny kusakowatych i podrodziny myśliczków (Steninae).
Gatunek ten został opisany w 1870 roku przez Carla Gustafa Thomsona.
Chrząszcz o ciele długości od 2,8 do 3,2 mm, z wierzchu matowym, chropowato punktowanym. Jego głowę cechuje płaskie czoło, pozbawione wklęśnięć po bokach. Przedplecze jest u niego trochę dłuższe niż szersze. Początkowe tergity odwłoka mają pojedyncze krótkie, podłużne listewki pośrodku części nasadowych. Obrys odwłoka jest ku tyłowi co najwyżej nieznacznie zwężony. Krótkie tylne stopy są niewiele dłuższe niż połowa goleni.
Owad palearktyczny, rozprzestrzeniony w północnej części Europy. Zamieszkuje północną i wschodnią Francję, Benelux, Danię, Szlezwik-Holsztyn, Brandenburgię, południową Szwecję. W Polsce odnotowany w okolicach Legnicy i Słubic. Zasiedla obszary bagniste i torfowiska, gdzie przebywa wśród mchów, traw, roślin błotnych oraz pod wodorostami.